# Wolnowacha
Wolnowacha (ukrainisch und russisch Волноваха, Betonung: Wolnowácha) ist eine Stadt im Osten der Ukraine in der Oblast Donezk mit etwa 10.000 Einwohnern (2023). Die Stadt ist ein Eisenbahnknotenpunkt und der Verwaltungssitz des gleichnamigen Rajons.

## Geographie
Wolnowacha liegt im südlichen Donbass im Zentrum des Rajon Wolnowacha 60 km südwestlich vom Oblastzentrum Donezk an einem der höchsten Punkte der Asowschen Höhe (282 m).
Im Ort zweigt die Bahnstrecke Fedoriwka–Wolnowacha von der Hauptstrecke der Bahnstrecke Mariupol–Kostjantyniwka ab.

## Geschichte

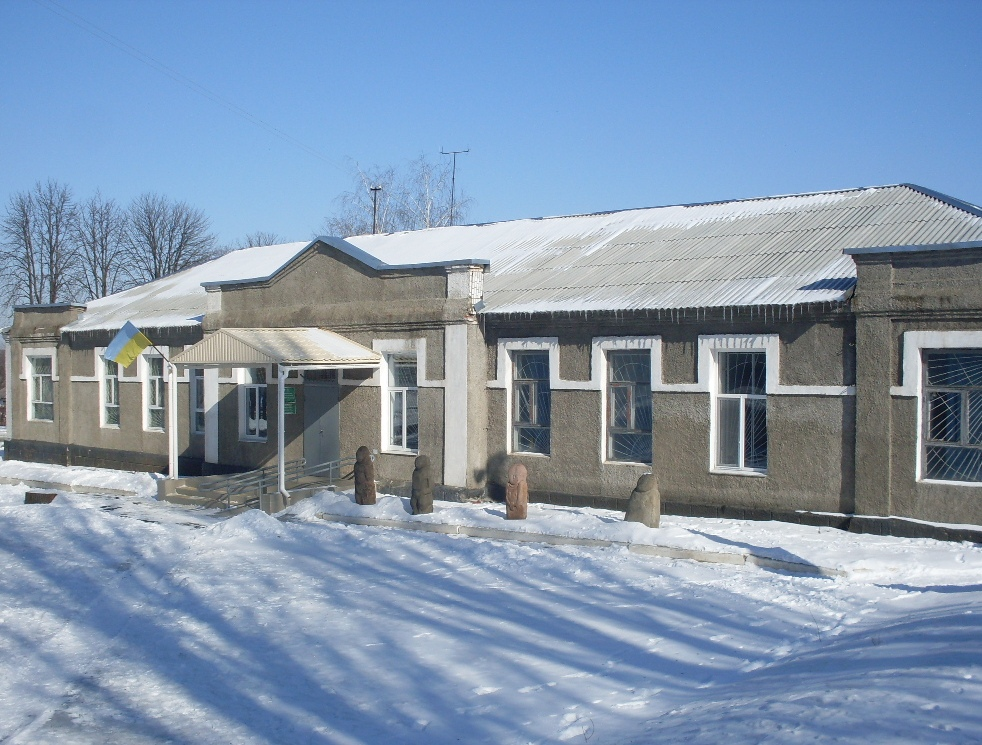
Bezirksmuseum im Ort

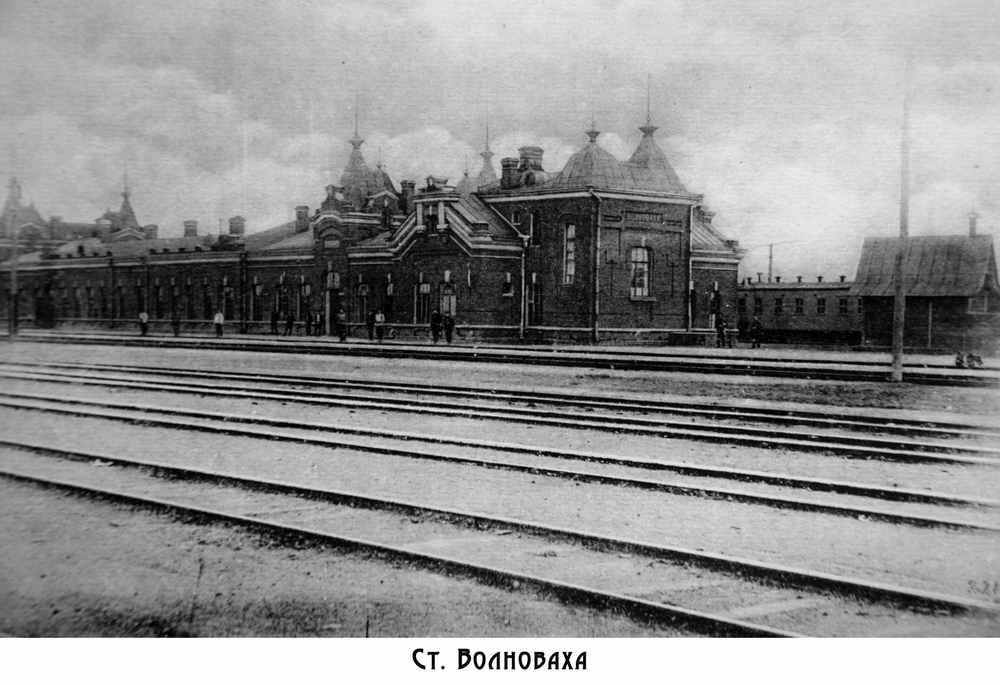
Bahnhof Wolnowacha 1909

Die Siedlung wurde als Bahnhof an einer neu gebauten Eisenbahnstrecke der Katharinenbahn im Jahre 1881 gegründet. Im Jahr 1938 erhielt Wolnowacha den Status einer Stadt. Am 11. Oktober 1941 wurde die Stadt von Truppen der Wehrmacht besetzt und am 9. September 1943 von der Roten Armee befreit.
Im russischen Krieg in der Ukraine wurde am 13. Januar 2015 der Kontrollpunkt Buhas der ukrainischen Armee bei Wolnowacha zum Ziel eines Feuerüberfalls. Die einschlagenden Raketen der Geschosswerfersalve deckten die Umgebung mit Granatsplittern ein. Ein Reisebus am Checkpoint wurde getroffen, 12 Zivilisten starben, 17 weitere wurden verwundet. Die ukrainische Regierung beschuldigte prorussische Separatisten der Tat, während diese die Ukrainer selbst für den Tod der eigenen Leute verantwortlich machten. In einer dritten Theorie wird spekuliert, dass ein fliehender Passagier eine Landmine neben der Straße ausgelöst habe, deren Splitter den Bus dann getroffen haben sollen.
Nach dem Beginn des Angriffs Russlands im Februar 2022 wurde die Stadt Ziel von Beschuss durch die russische Armee. Nach Angaben des Gouverneurs der Region Donezk, Pawlo Kirilenko, sei Wolnowacha weitgehend „zerstört“. Am 11. März 2022 nahmen die russische Truppen Wolnowacha ein. Der überwiegende Teil der Gebäude wurde dabei nach Angaben von Bewohnern durch Artilleriefeuer und Luftangriffe zerstört.

## Verwaltungsgliederung
Am 12. Juni 2020 wurde die Stadt zum Zentrum der neugegründeten Stadtgemeinde Wolnowacha (Волноваська міська громада/Wolnowaska miska hromada). Zu dieser zählen auch die Siedlung städtischen Typs Donske sowie die 21 in der untenstehenden Tabelle aufgelisteten Dörfer, bis dahin bildete sie zusammen mit den Dörfern Nowohryhoriwka, Nowopawliwka und Trudowe die gleichnamige Stadtratsgemeinde Wolnowacha (Волноваська міська рада/Wolnowaska miska rada) im Zentrum des Rajons Wolnowacha.
Folgende Orte sind neben dem Hauptort Wolnowacha Teil der Gemeinde:
| Name                     | Name            | Name                              |
| ukrainisch transkribiert | ukrainisch      | russisch                          |
| ------------------------ | --------------- | --------------------------------- |
| Blahowischtschenka       | Благовіщенка    | Благовещенка (Blagoweschtschenka) |
| Blyschnje                | Ближнє          | Ближнее (Blischneje)              |
| Buhas                    | Бугас           | Бугас (Bugas)                     |
| Dmytriwka                | Дмитрівка       | Дмитровка (Dmitrowka)             |
| Donske                   | Донське         | Донское (Donskoje)                |
| Iwaniwka                 | Іванівка        | Ивановка (Iwanowka)               |
| Kyryliwka                | Кирилівка       | Кирилловка (Kirillowka)           |
| Malohnatiwka             | Малогнатівка    | Малогнатовка (Malognatowka)       |
| Nowoandrijiwka           | Новоандріївка   | Новоандреевка (Nowoandrejewka)    |
| Nowoapostoliwka          | Новоапостолівка | Новоапостоловка (Nowoapostolowka) |
| Nowohryhoriwka           | Новогригорівка  | Новогригоровка (Nowogrigorowka)   |
| Nowopawliwka             | Новопавлівка    | Новопавловка (Nowopawlowka)       |
| Nowotatariwka            | Новотатарівка   | Новотатаровка (Nowotatarowka)     |
| Prochoriwka              | Прохорівка      | Прохоровка (Prochorowka)          |
| Rybynske                 | Рибинське       | Рыбинское (Rybinskoje)            |
| Selenyj Haj              | Зелений Гай     | Зелёный Гай (Seljony Gai)         |
| Swobodne                 | Свободне        | Свободное (Swobodnoje)            |
| Tarassiwka               | Тарасівка       | Тарасовка (Tarassowka)            |
| Trudiwske                | Трудівське      | Трудовское (Trudowskoje)          |
| Trudowe                  | Трудове         | Трудовое (Trudowoje)              |
| Walerjaniwka             | Валер'янівка    | Валерьяновка (Walerjanowka)       |
| Wassyliwka               | Василівка       | Василевка (Wassilewka)            |

## Bevölkerung
Die Bevölkerung setzt sich wie folgt zusammen: Ukrainer – 75,1 %, Russen – 20 %, Menschen anderer Nationalitäten – 4,9 %.
| 1939   | 1959   | 1970   | 1979   | 1989   | 2001   | 2010   | 2019   |
| ------ | ------ | ------ | ------ | ------ | ------ | ------ | ------ |
| 15.261 | 20.199 | 24.427 | 25.411 | 26.371 | 24.647 | 23.442 | 21.678 |

Quellen:
1939
ab 1959

## Persönlichkeiten
- Artur Mursa (* 2000), Fußballspieler
- Illja Ponomarenko (* 1992), Journalist